# Звардські ліси
Звардські ліси (латис. Zvārdes meži) — природний парк в Салдуському краї Латвії. Парк розташований у східній частині пагорбів Салдус, займаючи більшу частину земель, які раніше використовувала Радянська армія як полігон для бомбардування. Адміністративно належить до парафій Яунауце, Руба та Зварде. На північному сході межує із природним заповідником Звардес. Заповідна зона була створена 2004 року для забезпечення захисту існуючих природних цінностей одночасно зі сприянням сталому розвитку району. Це територія, яка входить до Natura 2000.

## Флора
У цій місцевості ідентифіковано деякі види рослин, включені до Європейської директиви про середовища існування (хабітати). У природному парку є різноманітний ландшафт: болото з вільхою європейською, бореальні ліси, сарматський мішаний ліс.

## Фауна
Територія парку має міжнародне значення для захисту птахів. Всього в природному парку визначено 24 види, які перебувають під охороною Директиви Європейського Союзу про птахів, наприклад, підорлик малий. Завдяки унікальній історії території — майже повному виключенню з господарської діяльності за часів полігону для бомбардувань Радянської Армії, на ній сформувався своєрідний комплекс біотопів. Безперебійна робота євразійських бобрів є однією з основних причин значного різноманіття середовищ існування (хабітатів) та видів, характерних для парку.